# Papirius Dionysius
Marcus Aurelius Papirius Dionysius (mort vers 190) est un chevalier romain et juriste qui a occupé un certain nombre de postes militaires et civils pendant le règne des empereurs Marc Aurèle et son fils Commode, y compris préfet de l'annone, ou surveillant des rations de céréales pour Rome.

## Biographie
La carrière de Papirius Dionysius est partiellement documentée dans une inscription incomplète récupérée d'Antium.  Il atteste plusieurs fonctions qu'il a occupées : prefectus vehiculorum, ou directeur de la fonction publique ; de sacerdos confarreationum et diffarreationum, responsable de la conduite de l'ancienne forme de mariage romain ; et en tant que membre du conseil consultatif (consilium principis) auprès de l'empereur en tant que conseiller juridique (centenario consiliario Augusti). En raison de la nature incomplète du texte, nous ne pouvons être certains de l'ordre ou de la date de ces positions, sauf qu'elles étaient antérieures dans sa carrière à la principale qu'il occupait - praefectus annonae.
C'est dans ce bureau qu'il intrigue pour provoquer la chute du préfet du prétoire Marcus Aurelius Cléandre. Dionysius a abusé de sa fonction pour feindre une famine imminente à Rome en retenant délibérément les réserves de céréales. Cela a conduit à une révolte dans le Circus Maximus lors d'une course de chevaux, lorsque la foule a été convaincue que Cléandre était le responsable du manque de nourriture, elle a ensuite marché vers l'endroit où se trouvait l'empereur Commode. Pour apaiser la foule, il fait exécuter Cléandre et son fils.  Cependant, Dionysius n'a pas apprécié son succès très longtemps, car l'empereur Commode a ordonné plus tard sa mort. 
Alors que certaines autorités pensent qu'il était également préfet ou gouverneur de l'Égypte romaine, on ne sait pas si Papirius Dionysius a effectivement occupé le poste : alors que Guido Bastianini inclut Dionysius dans sa liste de préfets, datant de son mandat à environ 188, dans une note de bas de page, il admet que sa préfecture "n'a été attestée par aucune source papyrologique ou épigraphique en Egypte", tout en notant que "Denys, calomnié par Cléandre, fut destitué avant même d'avoir atteint Alexandrie ; voir le cas de Sutorius Macro, en 38". 